# Scleraspis connectens
Scleraspis connectens is een rankpootkreeftensoort uit de familie van de Oxynaspididae. De wetenschappelijke naam van de soort is voor het eerst geldig gepubliceerd in 1931 door Broch.